# Ratpenat murí de Beibeng
El ratpenat murí de Beibeng (Murina beibengensis) és una espècie de ratpenat de la família dels vespertiliònids. És endèmic de la Regió Autònoma del Tibet (Xina). Els seus hàbitats coneguts són els boscos perennifolis de frondoses de clima subtropical i els altiplans semiàrids de clima monsònic. És un ratpenat murí de petites dimensions, amb una llargada de cap a gropa d'uns 43 mm. El nom específic beibengensis significa ‘de Beibeng’ i es refereix a la seva localitat tipus. Com que fou descobert fa poc, encara no se n'ha avaluat l'estat de conservació.